# Elezioni suppletive per la Camera dei rappresentanti degli Stati Uniti d'America del 1791
Nel corso del 1791 si tennero elezioni suppletive per la Camera dei rappresentanti per eleggere deputati della Camera dei rappresentanti dei distretti rimasti vacanti. 

## Risultati

### 1º distretto congressuale di New York
Le elezioni politiche suppletive nel 1º distretto congressuale di New York si tennero il 26 aprile, in seguito alla morte di James Townsend.
| Partito                            | Partito                                                | Candidato                          | Risultati 26 aprile | Risultati 26 aprile |
| Partito                            | Partito                                                | Candidato                          | Voti                | %                   |
| ---------------------------------- | ------------------------------------------------------ | ---------------------------------- | ------------------- | ------------------- |
|                                    | Antifederalismo                                        | Thomas Tredwell                    | 666                 | 27,23               |
|                                    | Federalisti                                            | John Vanderbilt                    | 489                 | 19,99               |
|                                    | Federalisti                                            | Henry Peters                       | 369                 | 15,09               |
|                                    | Antifederalismo                                        | Ezra L'Hommedieu                   | 261                 | 10,67               |
|                                    | Antifederalismo                                        | Stephen Carman                     | 360                 | 14,72               |
|                                    | Federalisti                                            | Isaac Ledyard                      | 301                 | 12,31               |
|                                    |                                                        |                                    |                     |                     |
| Iscritti                           | Iscritti                                               | Iscritti                           | 2 546               | 100,00              |
| ↳ Votanti (% su iscritti)          | ↳ Votanti (% su iscritti)                              | ↳ Votanti (% su iscritti)          | 2 546               | 100,00              |
| ↳ Voti validi (% su votanti)       | ↳ Voti validi (% su votanti)                           | ↳ Voti validi (% su votanti)       | 2 446               | 96,07               |
| ↳ Schede non valide (% su votanti) | ↳ Schede non valide (% su votanti)                     | ↳ Schede non valide (% su votanti) | 100                 | 3,93                |
| ↳ Astenuti (% su iscritti)         | ↳ Astenuti (% su iscritti)                             | ↳ Astenuti (% su iscritti)         | 0                   | 0,00                |
|                                    |                                                        |                                    |                     |                     |
|                                    | Esito: collegio passa da Federalisti a Antifederalismo |                                    |                     |                     |

### 3º distretto congressuale del Maryland
Le elezioni politiche suppletive nel 3º distretto congressuale del Maryland si tennero il 29 ottobre, in seguito alle dimissioni di William Pinkney legate a dubbi sulla legittimità della candidatura legata alle leggi sulla residenza
| Partito                            | Partito                                                | Candidato                          | Risultati 29 ottobre | Risultati 29 ottobre |
| Partito                            | Partito                                                | Candidato                          | Voti                 | %                    |
| ---------------------------------- | ------------------------------------------------------ | ---------------------------------- | -------------------- | -------------------- |
|                                    | Antifederalismo                                        | John Francis Mercer                | 313                  | 100,00               |
|                                    |                                                        |                                    |                      |                      |
| Iscritti                           | Iscritti                                               | Iscritti                           | 313                  | 100,00               |
| ↳ Votanti (% su iscritti)          | ↳ Votanti (% su iscritti)                              | ↳ Votanti (% su iscritti)          | 313                  | 100,00               |
| ↳ Voti validi (% su votanti)       | ↳ Voti validi (% su votanti)                           | ↳ Voti validi (% su votanti)       | 313                  | 100,00               |
| ↳ Schede non valide (% su votanti) | ↳ Schede non valide (% su votanti)                     | ↳ Schede non valide (% su votanti) | 0                    | 0,00                 |
| ↳ Astenuti (% su iscritti)         | ↳ Astenuti (% su iscritti)                             | ↳ Astenuti (% su iscritti)         | 0                    | 0,00                 |
|                                    |                                                        |                                    |                      |                      |
|                                    | Esito: collegio passa da Federalisti a Antifederalismo |                                    |                      |                      |

## Riepilogo
| Dat       | Stato    | Collegio | Parlamentare uscente | Partito     | Parlamentare eletto | Partito         |
| --------- | -------- | -------- | -------------------- | ----------- | ------------------- | --------------- |
| 26 aprile | New York | 1°       | James Townsend       | Federalisti | Thomas Tredwell     | Antifederalisti |
| 26 aprile | Maryland | 3º       | William Pinkney      | Federalisti | John Francis Mercer | Antifederalisti |